# Thylactus simulans
Thylactus simulans är en skalbaggsart som beskrevs av Charles Joseph Gahan 1890. Thylactus simulans ingår i släktet Thylactus och familjen långhorningar.
Artens utbredningsområde är Laos. Inga underarter finns listade i Catalogue of Life.